# Notícias Populares

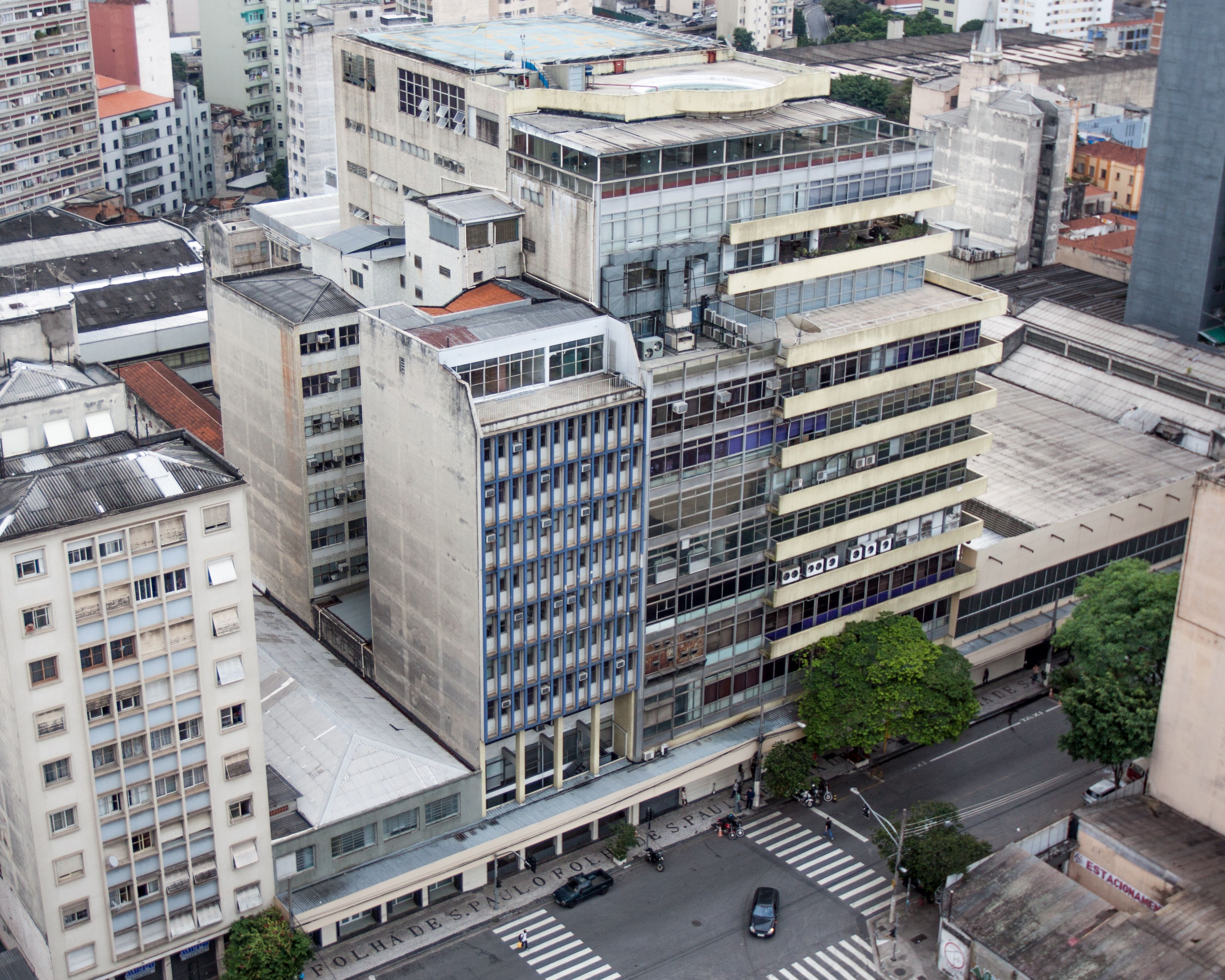
Sede do Grupo Folha, em São Paulo, onde o jornal era produzido e impresso

Notícias Populares, também conhecido simplesmente como NP, foi um jornal que circulou na cidade de São Paulo de 15 de outubro de 1963 a 20 de janeiro de 2001, sendo reconhecido pelas manchetes de cunho violento e sexual. Até hoje é lembrado como “sinônimo de crime, sexo e violência”. Seu slogan era "Nada mais que a verdade".
O jornal era publicado pelo Grupo Folha — mesmo grupo que edita Folha de S.Paulo, Agora São Paulo e editava a Folha da Tarde — e foi criado por Jean Melle, imigrante judeu da Romênia.
A decisão de encerrar o periódico ocorreu em razão do sucesso de programas televisivos como Aqui Agora e Cidade Alerta, que adotaram estilo semelhante ao do NP e reduziram o interesse do público pelo impresso. Esse fator, somado à compra do antigo Diário Popular pelas Organizações Globo — que rebatizaram o jornal como Diário de S. Paulo — levou o Grupo Folha a finalizar o Notícias Populares e concentrar o jornalismo voltado às classes populares no Agora São Paulo.

## Controvérsias
O Notícias Populares acumulou críticas no meio jornalístico, sendo acusado de sensacionalismo e até de fabricar notícias.

### Bebê-diabo

Capa do NP anunciando o “bebê-diabo” (1975).

Uma das controvérsias mais conhecidas envolveu a série de reportagens sobre o chamado “bebê-diabo”. A partir da informação de que uma criança teria nascido com deformações, jornalistas do NP criaram uma sequência de matérias fictícias que se prolongou por várias edições. Para o leitor, os fatos eram apresentados como verídicos.

### Gangue do Palhaço
Outra polêmica relacionou-se ao boato do “bando do palhaço”. O NP acompanhou investigações sobre um suposto grupo de palhaços que atrairia crianças com balas e doces, sequestrando-as em uma Kombi branca para a remoção de órgãos. O caso começou com o desaparecimento de Aline Cristine, de 11 anos, em Carapicuíba. À época, o delegado de Carapicuíba, Brasílio Machado, afirmou: “Ninguém aguenta mais”. Posteriormente, declarou à Folha de S.Paulo que a menina fora levada pelo padrasto, não pelo alegado bando.
Profissionais que trabalhavam como palhaços relataram perda de contratos; escolas da Região Metropolitana de São Paulo contrataram seguranças privados; e a delegacia local passou a receber dezenas de ligações de moradores que afirmavam ter visto o bando. Depois de três meses de apuração da Polícia Civil e do repórter Gil Gomes, concluiu-se que o grupo nunca existiu.

### “Desaparecimento” de Roberto Carlos
Em 1968 o NP estampou a manchete “Desapareceu Roberto Carlos”, após saber que um repórter da Rede Record não conseguia contato com o cantor, então em Nova Iorque. A edição vendeu cerca de 20 000 exemplares a mais. No dia seguinte, o jornal publicou “Acharam Roberto Carlos”.

### Fotos dos Mamonas Assassinas

Edição que trouxe as fotos sem censura do acidente dos Mamonas (1996).

Em 4 de março de 1996, o periódico divulgou imagens sem qualquer censura dos corpos mutilados dos integrantes da banda Mamonas Assassinas, vítimas do acidente aéreo ocorrido dois dias antes. Décadas depois, essas fotos ainda circulam em diferentes plataformas digitais.

## Colunas notórias
- Tudo sobre sexo — escrita por Rosely Sayão, uma das primeiras colunas brasileiras a tratar de sexualidade de forma aberta.
- Voltaire de Souza — pseudônimo de Marcelo Coelho, editorialista da Folha de S.Paulo. Publicava contos com temáticas de morte, sexo e outros assuntos polêmicos. Atualmente escreve no Agora São Paulo.
- Espaço Gay — uma das primeiras colunas dedicadas ao público LGBT em jornais nacionais.
- Histórias da Boca — coletânea de contos ao estilo Nelson Rodrigues, produzida por diversos jornalistas do NP.